# 하워드 만
하워드 만(Howard Mann, 1923년 6월 20일 ~ 2008년 9월 18일)은 미국의 배우, 연극 배우, 텔레비전 배우이다.

## 영화
- 토요일 밤의 남자 (1992년)
- 오하라의 아내 (1982년)
- 내 이름은 브루스 (1982년)
- 유인원으로 (1981년)
- 세계사 (1981년)
- 나일강의 기적 (1980년)
- 제1구조대 (1979년)